# José Maclovio Vázquez Silos
José Maclovio Vázquez Silos (n. San Luis Potosí, México, 15 de noviembre de 1918 - † Guadalajara, México, 23 de julio de 1990) fue un Obispo mexicano.

## Infancia
En su lema episcopal se lee Apóstol de Jesucristo, expresión de sus estudios escriturísticos en los que San Pablo quiere hacerlos vida en su propia persona, ya que San Pablo se enamoró de Cristo al grado de que llegó a ser su vida.
Hombre de Dios, sencillo y de buen trato. Sus padres fueron Juan Vázquez Lara y Amada Silos Martínez. Realizó su primaria en su ciudad natal y al terminarla llegó el momento de decidir entre trabajar o irse al seminario. Sus padres querían que trabajase pero su madre quiso respetar su libre decisión y le preguntó si quería ir al seminario, a lo que él respondió sí, como no, yo deseo ser sacerdote. El joven vio brotar su vocación del ejemplo y de la formación sólida de su madre, quien lo educó siempre bajo un ambiente de piedad a pesar de los múltiples obstáculos que la persecución religiosa de aquel tiempo ofrecía a la práctica de la fe.

## Formación sacerdotal
Ingresó en el seminario de San Luis Potosí en el año de 1931, donde estudió humanidades, latín y dos años de filosofía. En 1938 fue enviado a estudiar a la ciudad de Roma donde cursó dos años de filosofía, cuatro años de teología y dos de Sagradas Escrituras. Obtuvo, por la Pontificia Universidad Gregoriana, las licenciaturas en filosofía y teología. En el Instituto Bíblico consiguió la licenciatura en Sagradas Escritura. Recibió la ordenación sacerdotal el 18 de diciembre de 1943 de manos del entonces obispo, poco después cardenal, José Tranglia. La ceremonia de ordenación sacerdotal se llevó a cabo en la Archibasílica de San Juan de Letrán.

## Sacerdote
Mediante su formación sacerdotal ahondó en la impartición de diversas cátedras en su seminario, en la dirección espiritual y formación de los diferentes movimientos apostólicos y en la constante misión de colaboración íntima con el entonces Sr. Obispo de San Luis Potosí, Luis Cabrera y Cruz, en su servicio de canónigo, secretario de la curia y vicario general. Asistió acompañando a su prelado a las cuatro sesiones del Concilio Vaticano II, como secretario episcopal.

## Obispo
El 17 de mayo de 1969 fue ordenado como el tercer obispo de la Diócesis de Autlán. El ordenante principal fue Mons. Estanislao Alcaraz Figueroa, obispo de San Luis Potosí, que después sería obispo dimisario de Morelia, Michoacán.
Muere en la Ciudad de Guadalajara el 23 de julio de 1990, a las 0:15 de la mañana. Sus funerales fueron en la Catedral de Autlán, el día 25 de julio. Asistieron varios obispos, el cardenal José Salazar López, Arzobispo Emérito de Guadalajara, varios sacerdotes de la diócesis y de otras vecinas y un gran número de fieles.
Sus restos descansan en la Capilla del Santísimo de la Catedral de Autlán. Hoy en día con retablo donado por sus hijos sacerdotes. Le sucedió el obispo Lázaro Pérez Jiménez.